# Ефект сплячого
Ефект сплячого (англ. Sleeper effect) — психологічний феномен, пов'язаний з переконаністю та заснований на відстроченому зростанні впливу повідомлення, якщо воно супроводжувалося нівелювальним стимулом (наприклад контраргументом або отриманням повідомлення з джерела, що не викликає довіри). Суть феномена — у відстроченому поділі змісту повідомлення і джерела інформації.

## Суть ефекту
Зазвичай, коли люди підпадають під вплив переконливого повідомлення (наприклад, бачать рекламу, яка їм подобається), їхнє ставлення до змісту повідомлення відразу змінюється: довіру до отриманого повідомленням росте. Однак через деякий час ставлення до теми, порушеної в повідомленні, стане ближче до первісного: нібито люди ніколи не чули даного повідомлення або реклами. Це означає, що нова соціальна настанова (атитюд), яка сформувалась під впливом повідомлення, буде замінена іншою, що є ближчою до первісного ставлення. Саме така закономірність зустрічалася найчастіше в лонгітюдних дослідженях, присвячених вивченню переконувальної комунікації.
І навпаки: коли повідомлення супроводжуються знеціненим стимулом (наприклад, контраргументом або воно походить з джерела, що не викликає довіри), початкової зміни атитюда до теми повідомлення не буде. Напевно, дана ситуація збудить підозри адресата повідомлення в неправдоподібності інформації. Однак через деякий час рівень довіри до отриманого повідомленням все одно виросте — спрацює «ефект сплячого».
Наприклад, під час виборчої кампанії виборець, який ще не визначився із своїми вподобаннями, бачить негативну інформацію про одну з політичних партій. Наприкінці повідомлення є згадка, що текст замовлений партією-конкурентом. Напевно, це змусить виборця засумніватися в правдивості повідомлення, і його думка про партію, згадану в тексті, після прочитання замовленої антиреклами не погіршиться. Однак, навіть попри те, що джерело повідомлення не заслуговує на довіру, виборець із великою ймовірністю повірить в отриману інформацію через деякий час і проголосує проти партії, згаданої у викривальній антирекламі.
Такий феномен зміни установки спантеличував соціальних психологів півсотні років, по-перше, через його нелогічність, а по-друге, через його потенційну важливість для розуміння процесів становлення і зміни атитюдів. Феномен «ефекту сплячого» широко вивчався в рамках досліджень із переконувальної комунікації. Попри досить тривале вивчення, ефект досить важко виявити або повторити, за виключенням деяких досліджень.

## Виявлення ефекту
«Ефект сплячого» вперше був виявлений в американських солдатів під час Другої світової війни внаслідок спроб змінити їхні моральні переконання. Психолог Карл Говланд (1912—1961) показував солдатам пропагандистський фільм Френка Капри «Битва за Британію» з циклу «Чому ми воюємо» та вимірював їхню думку через п'ять днів та дев'ять тижнів після перегляду. Було встановлено, що різниця в думках тих, хто дивився фільм (експериментальна група), і тих, хто не його не бачив (контрольна група), через 5 днів практично не відрізнялася, тобто результати пропаганди не спостерігалися. Проте вимірювання переконань солдатів через дев'ять тижнів після перегляду фільму показали, що члени експериментальної групи (ті, що бачили «Битву за Британію») стали кращі ставитися до війни. Це відтермінований ефект впливу переконань на експериментальну групу Говланд та його колеги назвали «ефектом сплячого» (англ. sleeper effect).

## Походження назви ефекту
Назва феномену «ефект сплячого» сходить до царини шпигунства. Там «сплячим агентом», або «сплячим шпигуном», зазвичай називається агент, що засланий у ворожий табір, але не здійснюючий активної агентурної діяльності. Він живе звичайним життям і його завданням є поступове налагодження контактів, укорінення в системі противника. «Сплячий агент» активізується лише тоді, коли стає потрібною його негайна допомога.

## Гіпотези причин ефекту сплячого

### Забування
Вивчаючи процес переконання, Карл Говланд з колегами припустили, що «ефект сплячого» з'являється через те, що ми забуваємо початкову негативну установку про неправдивість джерела, а в пам'яті залишається лише інформація про саме повідомлення.

### Дисоціація
Пізніше вчені скорегували свою позицію і запропонували нову теорію, яка стверджувала, що з часом асоціація джерела інформації із самим повідомленням слабшає у свідомості людини. Іншими словами, знання і установка більше не пов'язані і існують незалежно одне від одного. Щоб перевірити теорію дисоціації, дослідники вивчали ставлення людей до медикаментів, пропонуючи їм інформацію авторитетних учених і маловідомих газет. Одразу після отримання інформації більше довіри було до відомостей з авторитетних джерел, проте після чотирьох тижнів ситуація кардинально змінилася: довіра до відомостей із газет зросла, а «авторитетна» інформація стала піддаватися більшому сумніву. При цьому нагадування випробуваним про початкову ситуації знову повертало їх попереднього ставлення до досліджуваної проблеми.

### Диференційне розділення
Говланд і його колеги не пояснили, чому ж в першу чергу забувалася інформація про достовірність джерела, а не саме повідомлення, незважаючи на те, що обидва компоненти були однаково значущі. Це питання було досліджено Грінвальдом ти Джилінгом та їхньою командою в серії експериментів визначення конкретних параметрів, необхідних для виникнення «ефекту сплячого». Результати показали, що швидкість згасання впливу інформації та знецінення недостовірного джерела залежать від послідовності їхнього пред'явлення людині. Іншими словами, «ефект сплячого» з'являється в тих випадках, коли інформація передує повідомленням про сумнівність походження відомостей. Таким чином, пам'ять про джерело стирається, залишаючи лише вплив від отриманої інформації.
Дослідники припускають, що ефект сплячого проявляється тільки при одночасному дотриманні таких умов:
- повідомлення сформульовано чітко, емоційно і переконливо;
- знецінюючий стимул (недостовірність джерела) досить сильний для того, щоби не допустити одномоментної зміни ставлення людини до інформації;
- минуло достатньо часу між безпосереднім та відтермінованим замірами атитюду;
- саме повідомлення досить сильне, щоб вплинути на зміну ставлення під час відтермінованої оцінки.

У дослідженнях Грудера з колегами випробуваним надавався текст із недоліками чотириденного робочого тижня. Під час читання респондентам потрібно було виділяти найважливіші аргументи; після читання тексту наводився контраргумент, і відразу після цього оцінювався ступінь довіри до джерела. Результати були такі, вплив переконуючого повідомлення виріс при відтермінованому вимірі через шість тижнів, порівняно з безпосереднім оцінюванням: випробовувані продемонстрували негативніше ставлення до введення чотириденного робочого тижня. У підсумку були відзначені такі умови виникнення «ефекту сплячого»: 
а) реципієнтів повідомлення спонукали приділяти увагу змісту повідомлення проханням відзначати в ньому найбільш важливі аргументи;
б) знецінюючий стимул пред'являвся після повідомлення;
в) реципієнти оцінювали ступінь довіри до джерела повідомлення відразу після отримання повідомлення і знецінюючого стимулу.